# 圣彭谦圣殿 (拉普拉塔)
圣彭谦圣殿（Basílica de San Ponciano y Santuario de María y todos los Santos）是一座罗马天主教次级宗座圣殿，位于阿根廷布宜诺斯艾利斯省拉普拉塔],第48街与第5街和第80对角线街之间。这是该市最古老的教堂。
该堂为折衷主义建筑风格，结合了各种建筑潮流，而以新哥特式为主。
1997年1月3日，教宗若望保禄二世将其升格为次级宗座圣殿。
教堂于1883年6月12日奠基，在11月19日教宗彭谦瞻礼日祝圣。 。这是该市第一座教堂，奉教宗彭谦为主保圣人。